# Champion (film, 2002)
Pour plus de détails, voir Fiche technique et Distribution.
Champion (hangeul : 챔피언 ; RR : Chaem-pi-eon) est un film dramatique sud-coréen écrit et réalisé par Kwak Kyeong-taek et sorti en 2002 en Corée du Sud. Il s'inspire de l'histoire vraie du boxeur Kim Duk-koo.
Il totalise 10 millions US$ de recettes.

## Synopsis
L'histoire de Kim Duk-koo, de son enfance pauvre à son entrée dans un club de boxe, jusqu'à sa mort en 1982 à Las Vegas lors du match pour le titre de champion du monde face au boxeur Ray Mancini.

## Fiche technique
- Titre original : 푸른소금
- Titre international : Champion
- Réalisation et scénario : Kwak Kyeong-taek
- Photographie : Hong Kyeong-pyo
- Montage : Park Gok-ji
- Musique : Matthieu Gain
- Production : Jo Weon-jang
- Société de distribution : Media Suits
- Pays d’origine :  Corée du Sud
- Langue originale : coréen
- Format : couleur
- Genre : drame
- Durée : 117 minutes
- Date de sortie :
  -  Corée du Sud : 28 juin 2002

## Distribution
- Yu Oh-seong (en) : Kim Duk-koo
- Chae Min-seo (en) : Lee Kyeong-mi
- Yeon Seung-won : Kim Hyeon-ji
- Jeong Doo-hong : Lee Sang-bok
- Kim Byeong-seo : Park Jong-pal
- Ji Dae-han : Hwang Jeon-seok
- Shin Jeong-geun (en) : Kim Yeon-gu
- Kim Hyeon-sook (en) : le chauffeur de bus
- Han Dae-gwan : l'homme aux cheveux uniformément séparés
- Matthew Ray Phillips : Ray Mancini